# Train (zespół muzyczny)
Train – powstały w roku 1994 w San Francisco zespół rockowy. Train jest laureatem Grammy Awards w roku 2002 za piosenkę „Drops of Jupiter” i w roku 2011 za utwór „Hey, Soul Sister”.

## Zespół

### Obecni członkowie
- Patrick Monahan – wokal
- Jimmy Stafford – gitara
- Scott Underwood – perkusja
- Johnny Colt – gitara basowa (2004— )
- Brandon Bush – klawisze (2004— )

### Byli członkowie
- Charlie Colin – gitara basowa (1994–2003)
- Rob Hotchkiss – gitara (1994–2002)

## Dyskografia

### Albumy
- Train (1998)
- Drops of Jupiter (2001)
- My Private Nation (2003)
- For Me, It's You (2006)
- Save Me, San Francisco (2009)
- California 37  (2012)
- A Girl, a Bottle, a Boat (2017)

### Albumy „live”
- Alive at Last (2004)

### EP
- One and a Half (1999)

### Single
- 1998 „Free”
- 1999 „Meet Virginia”
- 1999 	"I Am”
- 2001 „Drops of Jupiter (Tell Me)”
- 2001	"She's on Fire”
- 2001 „Something More”
- 2003 „Calling All Angels”
- 2003	"When I Look to the Sky”
- 2003	"Get To Me”
- 2004 „Ordinary”
- 2006 „Cab”
- 2006 „Give Myself to You”
- 2009 „Hey, Soul Sister”
- 2010 „If It's Love”
- 2010 „Marry Me”
- 2010 „Shake Up Christmas”
- 2011 „Save Me, San Francisco”
- 2011 „Drive By”
- 2012 „50 Ways to Say Goodbye”
- 2012 „Bruises”
- 2014 „Angel in Blue Jeans”